# 奧瓦索
奧瓦索（英語：Owasso）是美國奧克拉荷馬州的一座城市，大部分位於塔爾薩縣，小部分延伸至羅傑斯縣，位於塔爾薩北部的郊區。根据美國2000年人口普查，當地人口估計为39,328人。1904年，奧瓦索被列為印第安领地城镇。1972年成為俄克拉荷马州特许城市。

## 外部連結
- City of Owasso official website （页面存档备份，存于）